# Matsudaira Chikatada
Matsudaira Chikatada (松平親忠) était un daimyo au début de l'époque Sengoku. Il était le troisième fils de Matsudaira Nobumitsu. Sa mère appartenait peut-être au clan Isshiki. Il fut le quatrième chef du clan Matsudaira et est l'ancêtre de Tokugawa Ieyasu.

## Biographie
Matsudaira Chikatada succède à son père à la mort de ce dernier en 1488 ou 1489, et devient le premier seigneur du château d'Anjō (province de Mikawa), qui devient alors le fief de la branche principale du clan Matsudaira. On ne sait pas grand-chose sur le règne de Chikatada. Étant donné qu'il n'est que le troisième fils de Matsudaira Nobumitsu, les circonstances qui lui ont permis de se retrouver à la tête de la famille sont obscures.
On sait toutefois qu'il fut associé dans sa jeunesse au pouvoir de son père, en commandant notamment ses armées : en 1467, il remporte une victoire sur des armées venues de la province de Shinano et en 1487, il bat Amano Kagetaka, daimyo du château d'Aso et conforte la position de la branche Takiwaki du clan Matsudaira. En 1470, il a fondé le sanctuaire Iga Hachimangu, dans la ville d'Okazaki. En 1475, il fonde également le temple familial du clan Matsudaira.
En 1493, Matsudaira Chikatada affronte à Idano une large coalition de seigneurs voisins :  le clan Abe du château d'Ueno, le clan Suzuki du château de Terabe, le clan Nakajo du château de Koyo, le clan Miyake du château d'Iho et le clan Nasu du château de Yakusa. Chikatada sort vainqueur de la bataille et affermit le pouvoir du clan Matsudaira sur la province de Mikawa. Mais cette domination est bientôt contestée par le clan voisin des Imagawa. Deux ans plus tard, en 1496, il transmet les rênes du clan à son troisième fils, Nagachika. Il meurt en 1501.